# Gmina Kije
Die Gmina Kije ist eine Landgemeinde im Powiat Pińczowski der Woiwodschaft Heiligkreuz in Polen. Ihr Sitz ist das gleichnamige Dorf.

## Gliederung
Zur Landgemeinde (gmina wiejska) Kije gehören folgende Dörfer mit einem Schulzenamt.
Borczyn
Czechów
Gartatowice
Gołuchów
Górki
Hajdaszek
Janów
Kije
Kliszów
Kokot
Lipnik
Rębów
Samostrzałów
Stawiany
Umianowice
Wierzbica
Włoszczowice
Wola Żydowska
Wymysłów
Żydówek